# 出羽祐盛
出羽 祐盛（いずは すけもり）は、戦国時代の武将。石見国邑智郡出羽郷の二ツ山城を本拠とした国人・出羽氏の当主で、大内氏に属し、毛利元就の与力となる。

## 生涯
石見国邑智郡出羽郷の二ツ山城を本拠とした国人・出羽氏の当主である出羽光祐の嫡男として生まれる。
父・光祐は、幕府奉行人の布施英基と飯尾為信の執達状に従い、文明10年（1478年）から畠山政長による畠山義就討伐に加わって河内国へ在陣していたが、文明18年（1486年）に石見国へ帰国した。
この事が幕府の不興を買い、延徳2年（1490年）8月30日には出羽氏の帰国を咎め、直ちに再び畠山義就討伐へ出陣するよう命じる旨の松田数秀と飯尾元連の執達状が、元服前で「出羽宮鶴丸」と名乗っていた祐盛に対して出され、この他に足利義政からも同様の内容の御内書が出されるなど、度々畠山義就討伐の下知を受けたが、祐盛は請文を出しつつも出陣を渋った。
永正5年（1508年）、大内義興が足利義稙を奉じて上洛した際に祐盛も従った。また、永正8年（1511年）8月24日の船岡山の戦いに加わって武功を挙げた。祐盛の功に対し、大内義興は「高名無比類」という旨の御内書を出し、同年10月5日には細川高国からも奉書を送られている。
出羽氏の治める出羽郷700貫の内の450貫は、以前より出羽郷に隣接する阿須那郷の藤掛城主である石見高橋氏によって押領されていたが、享禄2年（1529年）頃に高橋興光が毛利元就によって滅ぼされると、高橋氏に押領されていた450貫は出羽氏へ返還された。この事から、享禄4年（1531年）には毛利氏の与力となる事を誓約する起請文を提出し、以後毛利氏に属した。
天文11年（1542年）2月16日、高橋氏の遺領である石見国邑智郡雪田村も元就から与えられる。
同年1月から始まった大内義隆の出雲遠征（第一次月山富田城の戦い）に従軍し、同年6月7日から7月27日にかけての赤穴城攻撃に参加した。同年7月29日に祐盛は、7月27日に赤穴城を攻め落とした際に負傷した出羽氏家臣の名前と負傷内容を記した軍忠状を陶隆房（後の陶晴賢）に提出し、軍忠状には大内義隆の判を据えられている。
祐盛の没年は不明であるが、天文18年（1549年）4月22日に嫡男・元祐の家督相続が大内義隆に認められており、これ以前に祐盛が隠居、もしくは死去していることが分かる。